# Tamara Boroš
Pour les articles homonymes, voir Boros.
Tamara Boros, née à Senta le 19 décembre 1977 , est une joueuse de tennis de table croate originaire d'une famille de langue hongroise de Voïvodine. Cette joueuse d'expérience capable de jouer à la table comme à mi-distance aime prendre des risques notamment avec son Topspin revers. Quart de finaliste de la coupe du monde à Chengdu en 2007, elle est une des seules Européennes à pouvoir rivaliser avec les Asiatiques.

## Biographie
Lors des jeux olympiques d'été de 2004 à Athènes, elle parvient jusqu'en 1/4 en simple et en double. Elle fait donc mieux qu'aux jeux olympiques d'été de 2000 à Sydney ou elle avait atteint les 1/16 en simple et les 1/4 en double.
Sa meilleure performance lors des championnats du monde reste celle qu'elle a obtenu à Paris en 2003 où elle s'était inclinée en 1/2 finale.
Elle a été championne d'Europe de tennis de table de double en 2002 à Zagreb et à Aarhus en 2005, associée à Mihaela Steff.
Elle a remporté la médaille de bronze lors des championnats du monde 2003.
Elle a réalisé plusieurs finales et 1/2 finales lors des championnats d'Europe.
De manière récurrente, elle est parvenue jusqu'en 1/4 de finale aux finales du Pro-tour (1998, 2000, 2001, 2003, 2004, 2005).
Depuis le début de sa carrière en 1997, elle a remporté 3 victoires en simple sur le circuit ITTF.